# Тельшевский уезд
Тельшевский уезд (лит. Telšių apskritis) — административная единица Ковенской губернии, существовавшая в 1795 — 1920 годах. Уездный город — Тельши.

## История
Уезд образован в 1795 году в составе Виленской губернии после третьего раздела Речи Посполитой. В 1842 году уезд вошёл в состав вновь образованной Ковенской губернии.

## Население
По переписи 1897 года население уезда составляло 183 351 человек, в том числе в городе Тельши — 6205 жит., в местечках Плунгяны — 4795 жит., Шкуды — 3900 жит., Кретинген — 3263 жит.

### Национальный состав
Национальный состав по переписи 1897 года:
- литовцы — 148 890 чел. (81,2 %),
- евреи — 22 696 чел. (12,4 %),
- латыши — 4264 чел. (2,3 %),
- поляки — 2775 чел. (1,5 %),
- русские — 2323 чел. (1,3 %),

## Административное деление
В 1890 году в состав уезда входило 18 волостей:
| № п/п | Волость       | Волостное правление | Число селений | Население |
| ----- | ------------- | ------------------- | ------------- | --------- |
| 1     | Бернатовская  | д. Паукштаки        | 55            | 5465      |
| 2     | Ворненская    | м. Ворни            | 112           | 8580      |
| 3     | Гадоновская   | м. Невораны         | 74            | 7444      |
| 4     | Гинтелишская  | м. Гинтелишки       | 47            | 8745      |
| 5     | Горждовская   | м. Горжды           | 21            | 3185      |
| 6     | Дорбянская    | м. Дорбяны          | 21            | 5249      |
| 7     | Жидыковская   | м. Жидыки           | 25            | 4097      |
| 8     | Жоранская     | м. Жораны           | 42            | 6149      |
| 9     | Иллокская     | м. Иллоки           | 47            | 8697      |
| 10    | Корцянская    | м. Корцяны          | 56            | 6453      |
| 11    | Кретингенская | м. Кретинген        | 33            | 4622      |
| 12    | Масядская     | м. Масяды           | 65            | 8311      |
| 13    | Ольсядская    | м. Ольсяды          | 55            | 6153      |
| 14    | Плунгянская   | м. Плунгяны         | 54            | 11744     |
| 15    | Салантовская  | м. Саланты          | 54            | 5788      |
| 16    | Сядская       | м. Сяды             | 58            | 5092      |
| 17    | Тыркшлевская  | м. Тыркшли          | 23            | 4920      |
| 18    | Шкудская      | м. Шкуды            | 50            | 7577      |

В 1913 году в уезде также было 18 волостей.